# テナガミズテング
テナガミズテング（手長水天狗、学名：Harpadon nehereus）は、ヒメ目エソ科に分類される魚の一種。南アジアでは重要な食用魚である。

## 特徴
成魚は全長40センチメートルほどで、本種は同属種に比べて胸鰭が長いため「手長」と称される。同属種にミナミミズテング H. erythraeus、ミズテング H. microchir などがあり、順に胸鰭が短くなる外観上の差異がある。
日本近海（南西諸島）東シナ海を含む東アジア沿岸からオーストラリア西岸、アフリカ東岸まで、西太平洋・インド洋の熱帯海域に広く分布する。主にオキアミ類などの小さな甲殻類を餌とする。水揚げするとすぐに死んでしまい腐敗しやすい。

## 利用

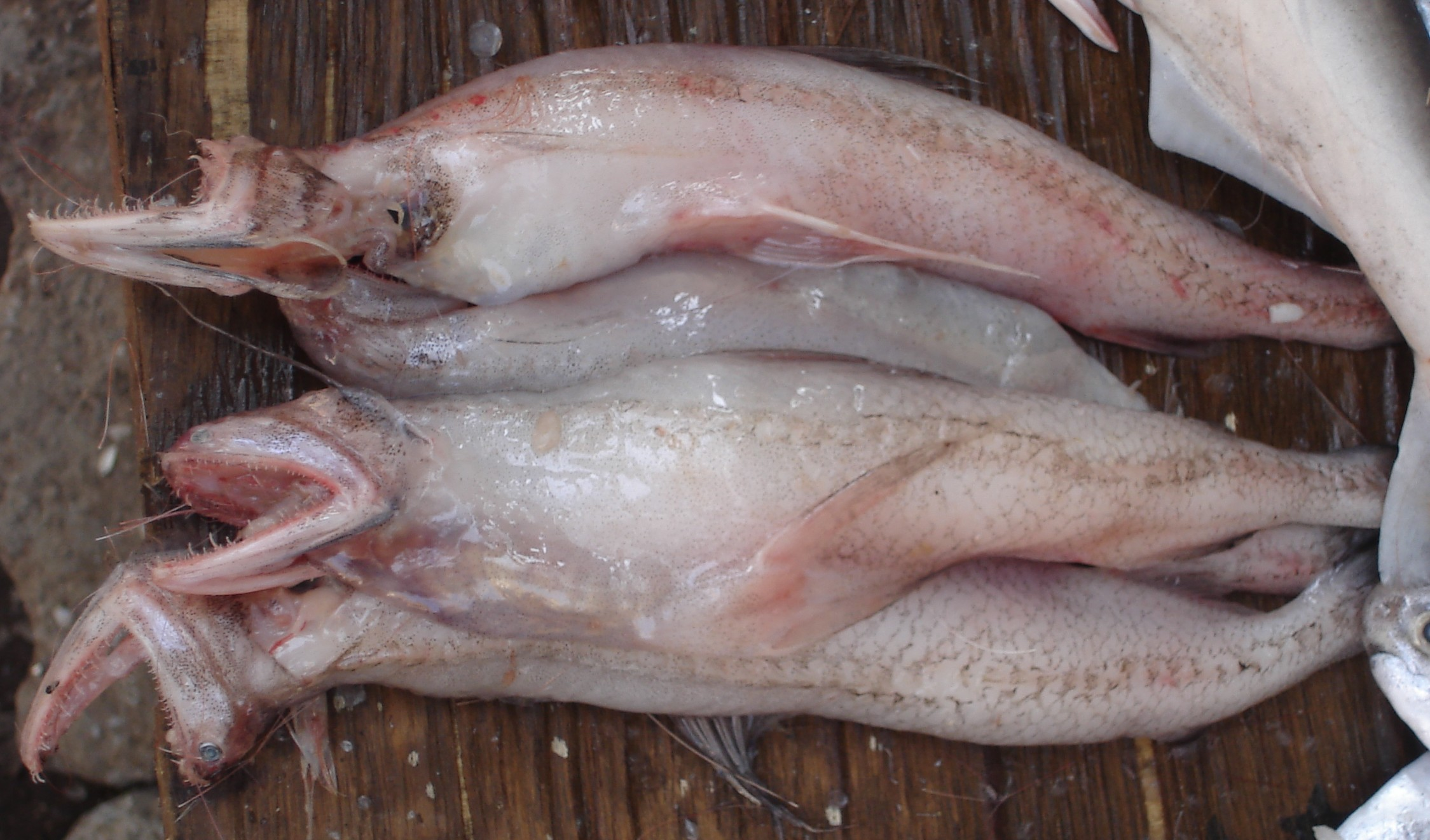
インドムンバイの市場のテナガミズテング

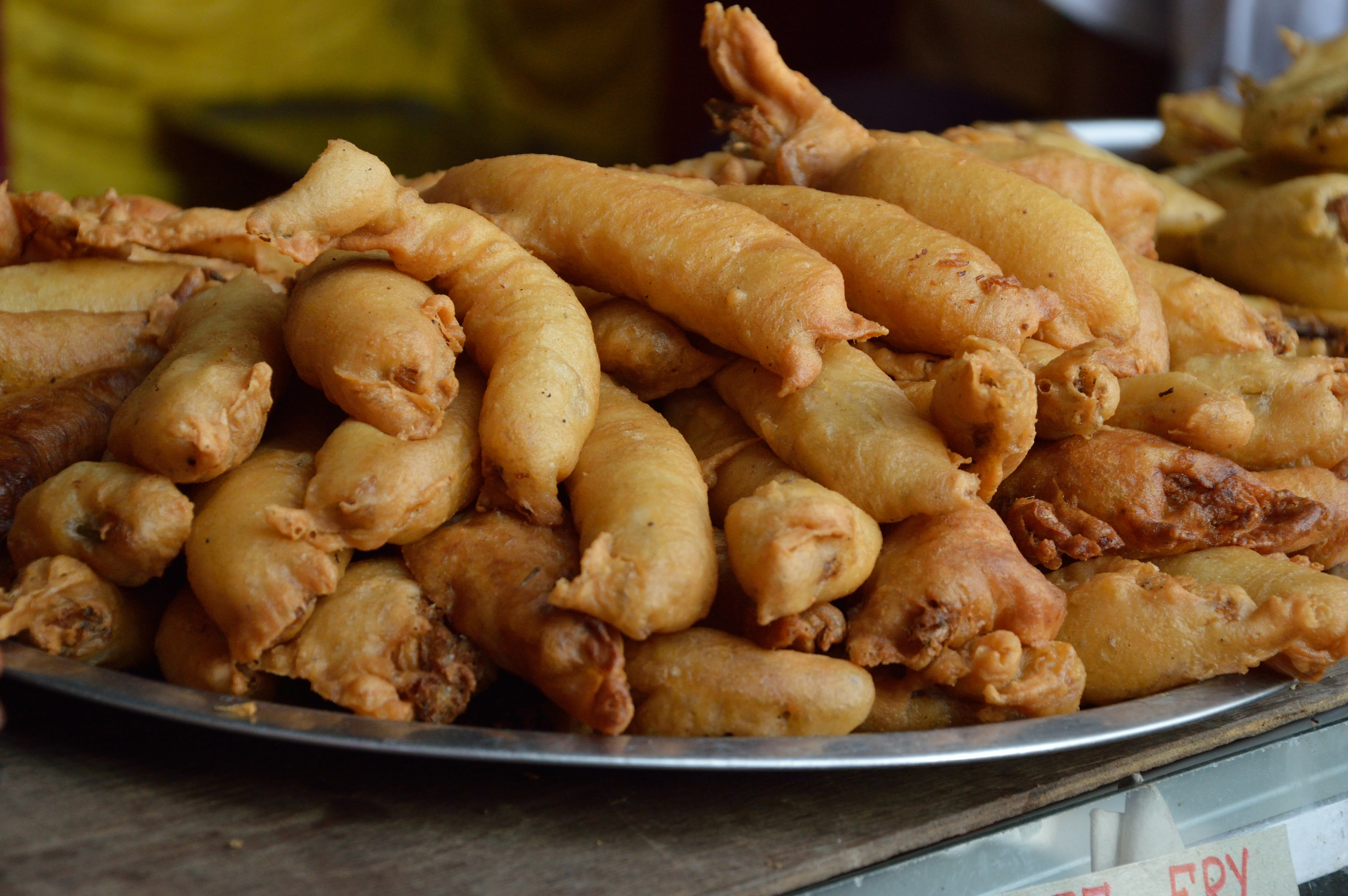
西ベンガル州のバマロのフライ

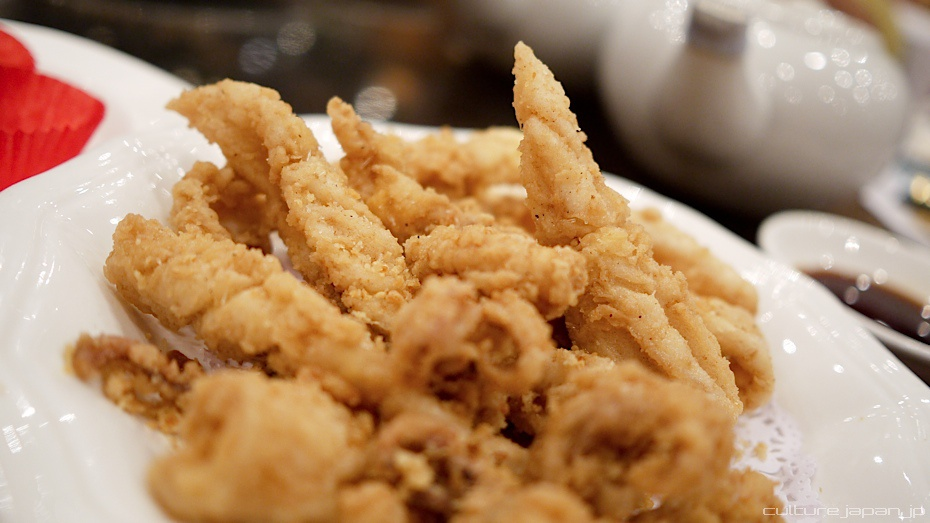
広東料理の「椒塩九肚魚」

南アジアでは重要な食用魚である。東アジアでは長江河口沖の東シナ海の砂底地が一大漁獲地となっている。肉は白身で、加熱しても肉質が軟らかい。
インド料理では、Bummalo（ベンガル語ではbamaloh）と称してバター揚げなどにされる。干物にもされるが、独特のアンモニア臭が発生するため、臭い消しの意味もあってカレーの食材に使われることが多い。
中国広東省の汕頭市や潮州市周辺では、「佃魚、冇魚（潮州語 ドイフー）」と称して天麩羅にし、唐辛子や胡椒を混ぜて塩をつけて食べたり、小麦粉の生地にからめてカリカリした食感の揚げ焼き（「佃魚烙」、「𠕇魚烙」、ドイフーロッ）にし、魚醤をつけて食べることが多い。スープにもされる。身がやわらかく、煮ると箸でつかむのは難しいぐらいのため、「豆腐魚」という俗称もある。香港などでは「九肚魚（広東語 カウトウユー）」と呼び、潮州料理店などで食べることができる。台湾ではミズテングとの混称で「那篙魚」と言い、やはり天麩羅やスープに利用される。産地に近い上海市周辺でも消費されている。
鮮度を保つのが難しいため、中国では有毒なホルムアルデヒド溶液を保存料として使ったものが見つかり、問題となったことがある。

### 宗教上の故事
ヒンドゥー教の叙事詩では、テナガミズテングはラーマを助けなかった唯一の魚と言われており、そのために骨なしにされたという伝説がある。